# Мальейру, Салвадор
Салвадор Мальейру Феррейра да Силва (порт. Salvador Malheiro Ferreira da Silva; 5 августа 1972, Эшмориш) — португальский политик, видный деятель Социал-демократической партии (СДП). С 2013 года — мэр города Овар. Считается одним из руководителей СДП, ближайшим политическим партнёром и «серым кардиналом» председателя партии Руя Риу. Известен также как инженер-рационализатор.

## Инженер из семейства «Ratinhos»
Родился в семье эшморишского коммерсанта скромного достатка. Был одним из младших среди шести братьев и четырёх сестёр. Албертину Гомеш да Силва, отец Салвадора Мальейру, занимался торговлей виски в Португальской Анголе. В семействе, известном под прозвищем Ratinhos, царил культ социальной мобильности, энергичного продвижения в жизни, активного преодоления трудностей.
После школы Салвадор Мальейру работал спасателем на пляже, потом ночным барменом. Окончил инженерный факультет Университета Порту. Специалист по топливу, энергоносителям, двигателям внутреннего сгорания. Стажировался в Париже, работал в исследовательском центре Renault. Сотрудничал также с бразильскими и европейскими предприятиями. Вернувшись в Португалию, преподавал в Университете Траз-уш-Монтиш и Алту-Дору. Известен как автор рационализаторского проекта по снижения расхода топлива и загрязнения окружающей среды автотранспортом. Состоит в ордене инженеров Вила-Реала.

## Приход в политику
Албертину Гомеш был давним почитателем Франсишку Са Карнейру и активным сторонником Социал-демократической партии (СДП). Салвадор Мальейру унаследовал от отца эту политическую ориентацию. В 2004 году он вступил в СДП. Позднее присоединение к партии дало повод для прозвища Cristão-novo — Новый христианин.
В 2009 году Салвадор Мальейру впервые участвовал в выборах по партийному списку в округе Авейру. Стал руководящим активистом организации СДП в городе Овар. На тот период в городе доминировала Социалистическая партия (СП). Интересно, что мэр-социалист Мануэл Оливейра был давним и хорошим знакомым Мальейру и предлагал ему присоединиться к СП. Впоследствии Оливейра оказывал Мальейру серьёзную негласную поддержку.
Однако Салвадор Мальейру сумел изменить политический расклад в городе и регионе, резко усилив позиции СДП. Показал себя как сильный организатор и мастер закулисной политической интриги. За четыре года — с 2009 по 2013 — оварская организация СДП выросла со 100 до 700 активистов. Мальейру возглавил окружную организацию СДП в Авейру. Одновременно он успешно занимался бизнесом, консультируя местные отделения португальских и иностранных фирм.
Одновременно он включился во внутрипартийную борьбу за лидерство. Поддерживал Паулу Ранжела в противостоянии с Педру Пасушем Коэлью и Жозе Педру Агияром-Бранку. После того, как верх взял Пасуш Коэлью, вскоре возглавивший правительство, Мальейру сблизился с ним и оказался в окружении премьер-министра. Тогда же возник политический альянс Салвадора Мальейру с мэром Порту Руем Риу.

## Партийный деятель

### Мэр Овара
В 2013 году Салвадор Мальейру был избран мэром Овара. СДП получила большинство в городском совете. Несмотря на то, что партия в то время находилась у власти на национальном уровне, смена власти в Оваре была сочтена крупным политическим успехом.
Мэр Мальейру реализует в городе ряд программ экономического и социального развития. Он пользуется широкой популярностью среди горожан. В то же время стиль управления Мальейру характеризуется как «современный касикизм» (в этом плане возможны сравнения с такими деятелями, как Жуакин Феррейра Торреш или Абилиу ди Оливейра — с поправкой на отличие от времён Нового государства и Жаркого лета).
Привилегированным партнёром мэрии и советником Мальейру выступает крупный предприниматель Педру Коэлью — глава компании Safina, активист СДП и спонсор городского футбольного клуба. Связи Коэлью с Мальейру привели к публичному скандалу из-за бесконкурсного предоставления Safina подрядов стоимостью 2,2 миллиона евро на создание газонов для футбольных полей и другие выгодные работы.

### Роль в избрании председателя
В октябре 2017 Педру Пасуш Коэлью заявил о своей отставке с поста председателя СДП. Кандидатами в преемники стали экс-премьер Педру Сантана Лопеш (представитель правого крыла партии) и экс-мэр Порту Руй Риу (представитель левого крыла). Лидер определялся голосованием всех желающих членов партии.
Кампанию Руя Риу возглавил Салвадор Мальейру. На выборах 13 января 2018 победу одержал Руй Риу. «Оперативная машина» Мальейру была названа наблюдателями решающим фактором избрания Риу. Мальейру заявил о большой победе СДП в преддверии выборов 2019 года и заявил о своём намерении «быть на переднем крае борьбы за лучшее для партии». Он выступил также против предложений о централизации бюджетной политики.
В политических установках Салвадора Мальейру не замечается идеологических акцентов, кроме заявлений о верности заветам Са Карнейру (что характерно для всех деятелей СДП, при любой идеологии и политическом курсе). Мальейру известен как прагматик, ориентированный на эффективное управление. Его собственные намерения касаются избрания в Европарламент и занятия поста министра по окружающей среды. Предполагаются претензии Мальейру на председательство в партии. Положение Салвадора Мальейру при Руе Риу характеризуется как роль «серого кардинала», Ришельё или Распутина.

## Семья
С 1999 года Салвадор Мальейру женат на Барбаре Рола Рибейру Гарсиа ди Мура. Имеет дочь Леонор, сыновей Салвадора-младшего и Жуакина. Братья и сёстры Салвадора Мальейру известны как профессионалы различных отраслей — от медицины до футбола.